# Aoranthe castaneofulva
Aoranthe castaneofulva là một loài thực vật có hoa trong họ Thiến thảo. Loài này được (S.Moore) Somers mô tả khoa học đầu tiên năm 1988.